# Nuoto ai Giochi della XIX Olimpiade - 100 metri rana maschili
La competizione dei 100 metri rana maschili di nuoto ai Giochi della XIX Olimpiade si è svolta nei giorni 18 e 19 ottobre 1968 alla Piscina Olímpica Francisco Márquez di Città del Messico.

## Programma
| Data            | Round        | Note                                |
| --------------- | ------------ | ----------------------------------- |
| 18 ottobre 1968 | 6 Batterie   | I migliori 24 tempi alle semifinali |
| 18 ottobre      | 3 Semifinali | I migliori 8 tempi alla finale      |
| 19 ottobre      | Finale       |                                     |

## Risultati

### Batterie
| Pos. | Atleta           | Nazione          | Totale | Pos F |
| ---- | ---------------- | ---------------- | ------ | ----- |
| 1    | Nikolaj Pankin   | Unione Sovietica | 1'08"9 | 2 Q   |
| 2    | Klaus Katzur     | Germania Est     | 1'09"4 | 6 Q   |
| 3    | Dave Perkowski   | Stati Uniti      | 1'09"5 | 7 Q   |
| 4    | Michael Günther  | Germania Ovest   | 1'10"3 | 15 Q  |
| 5    | Osamu Tsurumine  | Giappone         | 1'10"5 | 18 Q  |
| 6    | Nicolas Gilliard | Svizzera         | 1'12"8 | 31    |
| 7    | Eduardo Moreno   | Messico          | 1'13"7 | 32    |

| Pos. | Atleta             | Nazione          | Totale | Pos F |
| ---- | ------------------ | ---------------- | ------ | ----- |
| 1    | Nobutaka Taguchi   | Giappone         | 1'09"8 | 11 Q  |
| 2    | Vladimir Kosinskij | Unione Sovietica | 1'10"0 | 12 Q  |
| 3    | Ken Merten         | Stati Uniti      | 1'10"6 | 19 Q  |
| 4    | Liam Ball          | Irlanda          | 1'12"1 | 27    |
| 5    | Leiknir Jónsson    | Islanda          | 1'16"3 | 35    |
| 6    | Abel Muñoz         | El Salvador      | 1'19"4 | 37    |

| Pos. | Atleta          | Nazione        | Totale | Pos F |
| ---- | --------------- | -------------- | ------ | ----- |
| 1    | Egon Henninger  | Germania Est   | 1'09"6 | 9 Q   |
| 2    | Ladislau Koszta | Romania        | 1'10"1 | 14 Q  |
| 3    | Józef Klukowski | Polonia        | 1'11"0 | 22 Q  |
| 4    | Thomas Aretz    | Germania Ovest | 1'11"1 | 23 Q  |
| 5    | Sándor Szabó    | Ungheria       | 1'11"3 | 24 Q  |
| 6    | Stuart Roberts  | Gran Bretagna  | 1'12"7 | 30    |
| 7    | Ivan Gomina     | Colombia       | 1'15"1 | 34    |

| Pos. | Atleta            | Nazione        | Totale | Pos F |
| ---- | ----------------- | -------------- | ------ | ----- |
| 1    | José Sylvio Fiolo | Brasile        | 1'09"5 | 7 Q   |
| 2    | Gregor Betz       | Germania Ovest | 1'10"3 | 15 Q  |
| 3    | Amman Jalmaani    | Filippine      | 1'10"6 | 19 Q  |
| 4    | Slavko Kurbanović | Jugoslavia     | 1'11"6 | 25    |
| 5    | Roger Roberts     | Gran Bretagna  | 1'11"7 | 26    |
| 6    | Leroy Goff        | Filippine      | 1'13"7 | 32    |
| 7    | Arturo Carranza   | El Salvador    | 1'28"0 | 38    |

| Pos. | Atleta           | Nazione          | Totale | Pos F |
| ---- | ---------------- | ---------------- | ------ | ----- |
| 1    | Don McKenzie     | Stati Uniti      | 1'08"1 | 1 Q   |
| 2    | Yevhen Mykhailov | Unione Sovietica | 1'09"3 | 4 Q   |
| 3    | Bill Mahony      | Canada           | 1'09"7 | 10 Q  |
| 4    | Osvaldo Boretto  | Argentina        | 1'10"3 | 15 Q  |
| 5    | Felipe Muñoz     | Messico          | 1'10"6 | 19 Q  |
| 6    | Yohan Kende      | Israele          | 1'12"3 | 28    |

| Pos. | Atleta          | Nazione     | Totale | Pos F |
| ---- | --------------- | ----------- | ------ | ----- |
| 1    | Ian O'Brien     | Australia   | 1'08"9 | 2 Q   |
| 2    | Alberto Forelli | Argentina   | 1'09"3 | 4 Q   |
| 3    | Thomas Johnsson | Svezia      | 1'10"0 | 12 Q  |
| 4    | José Durán      | Spagna      | 1'12"3 | 28    |
| 5    | Javier Jiménez  | Messico     | 1'16"3 | 35    |
| 6    | Eduardo Ramos   | El Salvador | 1'31"2 | 39    |

### Semifinali
| Pos. | Atleta          | Nazione        | Totale | Pos F |
| ---- | --------------- | -------------- | ------ | ----- |
| 1    | Egon Henninger  | Germania Est   | 1'08"9 | 6 Q   |
| 2    | Ian O'Brien     | Australia      | 1'09"0 | 8 Q   |
| 3    | Michael Günther | Germania Ovest | 1'09"7 | 11    |
| 4    | Klaus Katzur    | Germania Est   | 1'09"9 | 15    |
| 5    | Osamu Tsurumine | Giappone       | 1'10"3 | 16    |
| 6    | Amman Jalmaani  | Filippine      | 1'10"4 | 17    |
| 7    | Thomas Johnsson | Svezia         | 1'10"9 | 18    |
| 8    | Sándor Szabó    | Ungheria       | 1'11"1 | 20    |

| Pos. | Atleta           | Nazione          | Totale | Pos F  |
| ---- | ---------------- | ---------------- | ------ | ------ |
| 1    | Nikolaj Pankin   | Unione Sovietica | 1'08"1 | 2 Q    |
| 2    | Alberto Forelli  | Argentina        | 1'08"9 | 6 Q    |
| 3    | Dave Perkowski   | Stati Uniti      | 1'09"0 | 9      |
| 4    | Felipe Muñoz     | Messico          | 1'09"4 | 10     |
| 5    | Ladislau Koszta  | Romania          | 1'09"8 | 13     |
| 6    | Thomas Aretz     | Germania Ovest   | 1'11"2 | 21     |
| 7    | Osvaldo Boretto  | Argentina        | 1'11"8 | 23     |
| -    | Nobutaka Taguchi | Giappone         | -      | Squal. |

| Pos. | Atleta             | Nazione          | Totale | Pos F |
| ---- | ------------------ | ---------------- | ------ | ----- |
| 1    | Vladimir Kosinskij | Unione Sovietica | 1'07"9 | 1 Q   |
| 2    | Don McKenzie       | Stati Uniti      | 1'08"1 | 2 Q   |
| 3    | José Sylvio Fiolo  | Brasile          | 1'08"6 | 4 Q   |
| 4    | Yevhen Mykhailov   | Unione Sovietica | 1'08"8 | 5 Q   |
| 5    | Bill Mahony        | Canada           | 1'09"7 | 11    |
| 6    | Gregor Betz        | Germania Ovest   | 1'09"8 | 13    |
| 7    | Józef Klukowski    | Polonia          | 1'10"9 | 18    |
| 8    | Ken Merten         | Stati Uniti      | 1'11"6 | 22    |

### Finale
| Pos.    | Atleta             | Nazione          | Totale | Nota            |
| ------- | ------------------ | ---------------- | ------ | --------------- |
| Oro     | Don McKenzie       | Stati Uniti      | 1'07"7 | Record olimpico |
| Argento | Vladimir Kosinskij | Unione Sovietica | 1'08"0 |                 |
| Bronzo  | Nikolaj Pankin     | Unione Sovietica | 1'08"0 |                 |
| 4       | José Sylvio Fiolo  | Brasile          | 1'08"1 |                 |
| 5       | Yevhen Mykhailov   | Unione Sovietica | 1'08"4 |                 |
| 6       | Ian O'Brien        | Australia        | 1'08"6 |                 |
| 7       | Alberto Forelli    | Argentina        | 1'08"7 |                 |
| 8       | Egon Henninger     | Germania Est     | 1'09"7 |                 |